# Rheotanytarsus guineensis
Rheotanytarsus guineensis är en tvåvingeart som beskrevs av Jean-Jacques Kieffer 1918. Rheotanytarsus guineensis ingår i släktet Rheotanytarsus och familjen fjädermyggor. Inga underarter finns listade i Catalogue of Life.